# Шеравські (герб)
Шеравські (пол. Sierawski) — шляхетський герб, різновид герба Слон.

## Опис герба
Опис згідно класичними правилами блазонування:
У золотому полі, на трьох зелених пагорбах, срібний слон. Клейнод: три страусиних пір'їни. Намет: кольори невідомі.

## Найперша згадка
Перша інформація про герб Шеравські була надана Каспером Несецьким під гаслом: Слон. Несецький приписав цій сім'ї герб Слон без жодної відміни. Герб Шеравські як варіант герба класифікований Юліушем Каролем Островським на основі архівних записів 1784 року (акти краківські, записи WP. Bisier). З іншого боку, в Tablicach odmian herbowych Хрунського назва Шеравські фігурує під гербом Слон. Різновидом Шеравських, за Островським, згадує у своїй публікації Тадеуш Гайль.

## Гербовий рід
Один гербовий рід (власний герб): Шеравські (Sierawski).
Несецький і Хрунський стверджували, що цей рід використовував герб Слон без відмін.